# Mount Calvin
Mount Calvin ist ein 1600 m hoher Berg, der sich etwa 6,5 km südöstlich des Pilon Peak im südlichen Teil der zu den Concord Mountains gehörigen Everett Range im ostantarktischen Viktorialand befindet.
Er wurde durch Vermessungsarbeiten des United States Geological Survey und mithilfe von Luftaufnahmen der United States Navy zwischen 1960 und 1963 kartografisch erfasst. Benannt ist er nach Leutnant Calvin Luther Larsen (1927–2007) von der US-Navy, Navigator und Verantwortlicher für Luftaufnahmen bei der Fliegerstaffel VX-6 im Rahmen der Operation Deep Freeze im Jahr 1969, der bereits 1957 auf der Station Little America V überwintert hatte. Das Advisory Committee on Antarctic Names verwendete dessen Vornamen, um Verwechselungen mit anderen geografischen Objekten mit dem Bezeichnung „Larsen“ zu vermeiden.